# Liberdade (kommun i Brasilien)
Liberdade är en kommun i Brasilien.   Den ligger i delstaten Minas Gerais, i den sydöstra delen av landet, 800 km sydost om huvudstaden Brasília. Antalet invånare är 5 347.
I omgivningarna runt Liberdade växer huvudsakligen savannskog. Runt Liberdade är det glesbefolkat, med 16 invånare per kvadratkilometer.